# Индивидуальный инвестиционный счёт
Индивидуальный инвестиционный счёт (ИИС) — брокерский счёт или счёт доверительного управления физического лица, по которому предусмотрены налоговые льготы и на который накладывается ряд ограничений.

## История
ИИС в России начали использоваться с 1 января 2015 года. Для этого в Федеральный Закон от 22.04.1996 № 39-ФЗ «О рынке ценных бумаг» была добавлена статья 10.2-1. Внедрение ИИС преследовало цель стимулирования притока инвестиций физических лиц на фондовый рынок на длительный, более трёх лет, период времени с помощью налоговых стимулов.
На конец 2025 года было открыто 6,1 млн индивидуальных инвестиционных счетов, величина размещённых на них активов составила 595 млрд рублей. Средний размер ИИС по всем счетам составил 93 тыс. рублей, без учета пробных (баланс меньше 10 тыс. рублей) счетов — 891 тыс. рублей.
Первоначально при открытии ИИС нужно было выбрать один из двух типов, что в дальнейшем определяло характер получаемой налоговой льготы. В 2024 года прежние инвестиционные счета первого и второго типа заменил ИИС третьего типа, который комбинирует в себе вычеты ИИС первого и второго типов. Переходный период на инвестиционные счета третьего типа будет длиться до 2031 года.

## Условия
Зачислять на ИИС можно только рубли (нельзя зачислять иностранную валюту) без ограничения суммы (до 2024 года было ограничение в 1 млн руб.). Зачисленные средства могут быть использованы на инвестирование в инструменты Российского фондового рынка. У одного человека одновременно может быть открыто до трёх ИИС у одного или нескольких брокеров.
ИИС, как и обычные брокерские счета, не застрахованы государством, за исключением рублёвого остатка.
Чтобы получить налоговые льготы, ИИС должен быть открыт 5 лет; к 2031 году этот срок увеличится до 10 лет. На ИИС можно одновременно получить два типа налоговых вычета:
- Вычет на НДФЛ за текущий год на вносимые средства, но не более 400 тыс. рублей в год (ранее это был вычет для ИИС первого типа). Данный вычет распространяется в совокупности на все долгосрочные сбережения, т.е. по всем долгсрочным сбережениям (ИИС, пенсионные взносы по договорам негосударственного пенсионного обеспечения, и сберегательные взносы по договорам долгосрочных сбережений) можно получить вычет в 400 тыс. рублей в год.
- Освобождение от выплаты НДФЛ на доход до 30 млн руб. при закрытии счёта (ранее это был вычет для ИИС второго типа). Лимит на доход в 30 млн руб. в год, с которого не взимается налог, учитывает совокупно все закрытые инвестсчета за год.

Инвестор не платит НДФЛ по ИИС в течение срока действия ИИС (доход с продажи и дивиденды), а выплачивает НДФЛ (или использует вычет) в момент закрытия счёта. То есть полученный доход от инвестирования можно использовать на покупку других инструментов, что является преимуществом в сравнении с обычным брокерским счётом. С ИИС нельзя вывести деньги, не закрывая счет.
На средства из ИИС можно приобретать акции и облигации которые торгуются на Российских биржах, паевые инвестиционные фонды, валюту, и фьючерсы.

## Сравнение с обычными брокерскими счетами
По сравнению с обычным брокерским счётом, преимущество ИИС заключается в льготном налогообложении. На протяжении всего срока действия договора налоговый агент — брокер — не удерживает НДФЛ с операций, проводимых на ИИС. Из недостатков ИИС можно отметить необходимость инвестировать в бумаги, торгуемые на российском рынке. Также, для получения налоговых льгот забрать средства со счёта можно только через 5 лет (10 лет к 2031 году).

## Крупнейшие брокеры
Десять компаний, открывших наибольшее количество ИИС (в скобках указано количество открытых счетов на январь 2020 года).
1. Сбербанк (891 946)
2. Банк ВТБ (284 200)
3. Тинькофф банк (196 640)
4. БКС (101 378)
5. Банк «Открытие» (86 362)
6. Финам (66 017)
7. ГК «Регион» (26 075)
8. УК «Альфа-Капитал» (20 047)
9. Банк ГПБ (17 910)
10. ИК «Септем Капитал» (15 944)